# Nouveau cimetière de Gommecourt Wood
Le Gommecourt Wood New Cemetery, Foncquevillers  est un cimetière militaire de la Première Guerre mondiale, situé sur le territoire de la commune de Foncquevillers, dans le département du Pas-de-Calais, au sud-ouest d'Arras.
Un autre cimetière britannique est implanté sur le territoire de la commune : le  Foncquevillers Military Cemetery

## Localisation
Ce cimetière est situé au sud-est du village, à 800 m du centre, sur la route de Gommecourt.

## Histoire

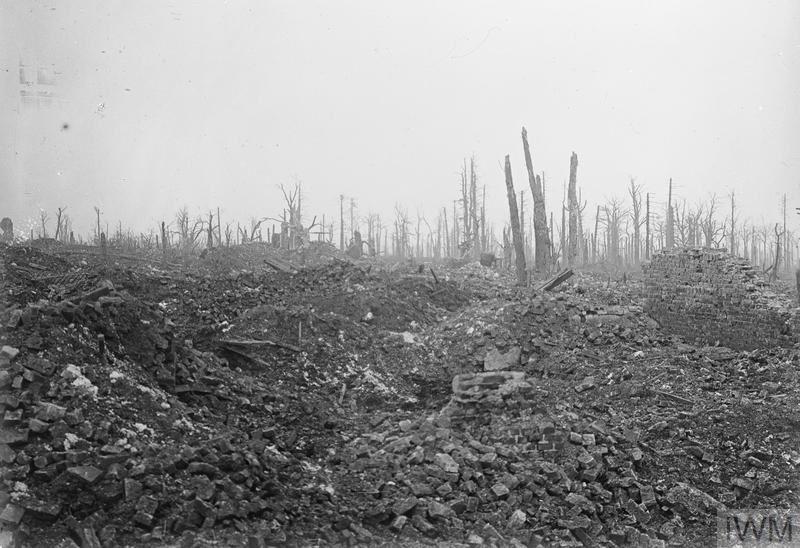
Le bois de Gommecourt pris par les Anglais en mars 1917.

Foncquevillers est aux mains des Britanniques en 1915 et 1916. Le 1er juillet 1916, premier jour de la bataille de la Somme, le bois de Gommecourt est attaqué par la 46e North Midland Division, et la partie sud du village par la 56e London Division. L'attaque a rencontré un succès temporaire, mais  Gommecourt fut repris par les Allemands et resta un saillant de la ligne allemande jusqu'au 27 février 1917, date à laquelle le village fut évacué et rasé lors du retrait sur la Ligne Hindenburg. Gommecourt n'a jamais été repris par les Allemands ; à la fin de leur offensive de mars 1918, il se trouvait juste à l'intérieur des lignes britanniques. Gommecourt a ensuite été « adopté » par le comté de Wolverhampton.
Le  cimetière du bois de Gommecourt a été créé, après l'armistice, lorsque des tombes ont été apportées des champs de bataille de juillet 1916, mars 1917 et mars, avril et août 1918, et de certains cimetières provisoires des environs. Le cimetière contient 748 sépultures du Commonwealth de la Première Guerre Mondiale.

## Caractéristiques
Ce  vaste cimetière, au plan trapézoïdal dont le plus grand côté mesure 45 m, est entouré d'un muret de briques. Il a été conçu par Reginald Blomfield et Wilfred Clement Von Berg.

## Galerie

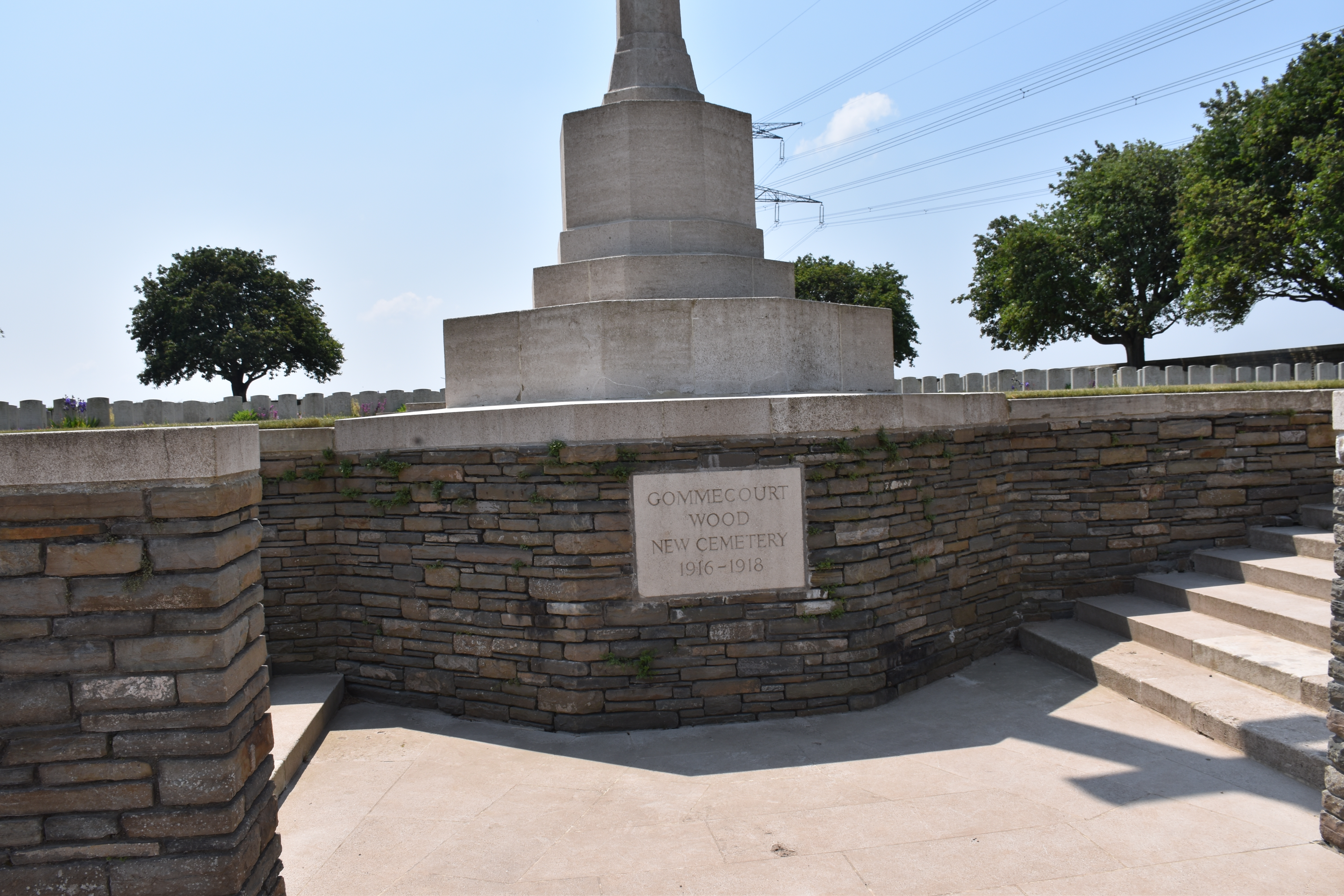
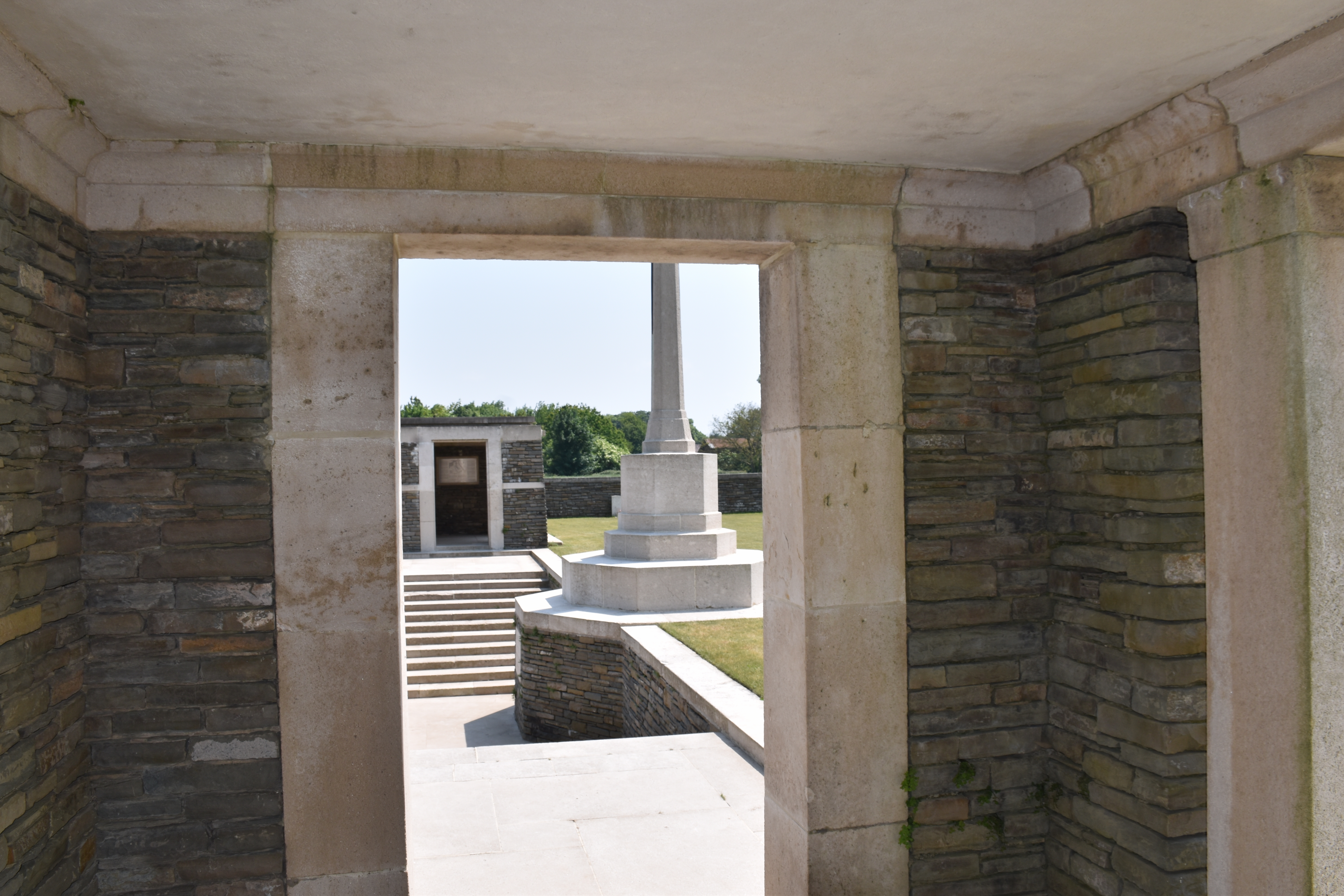
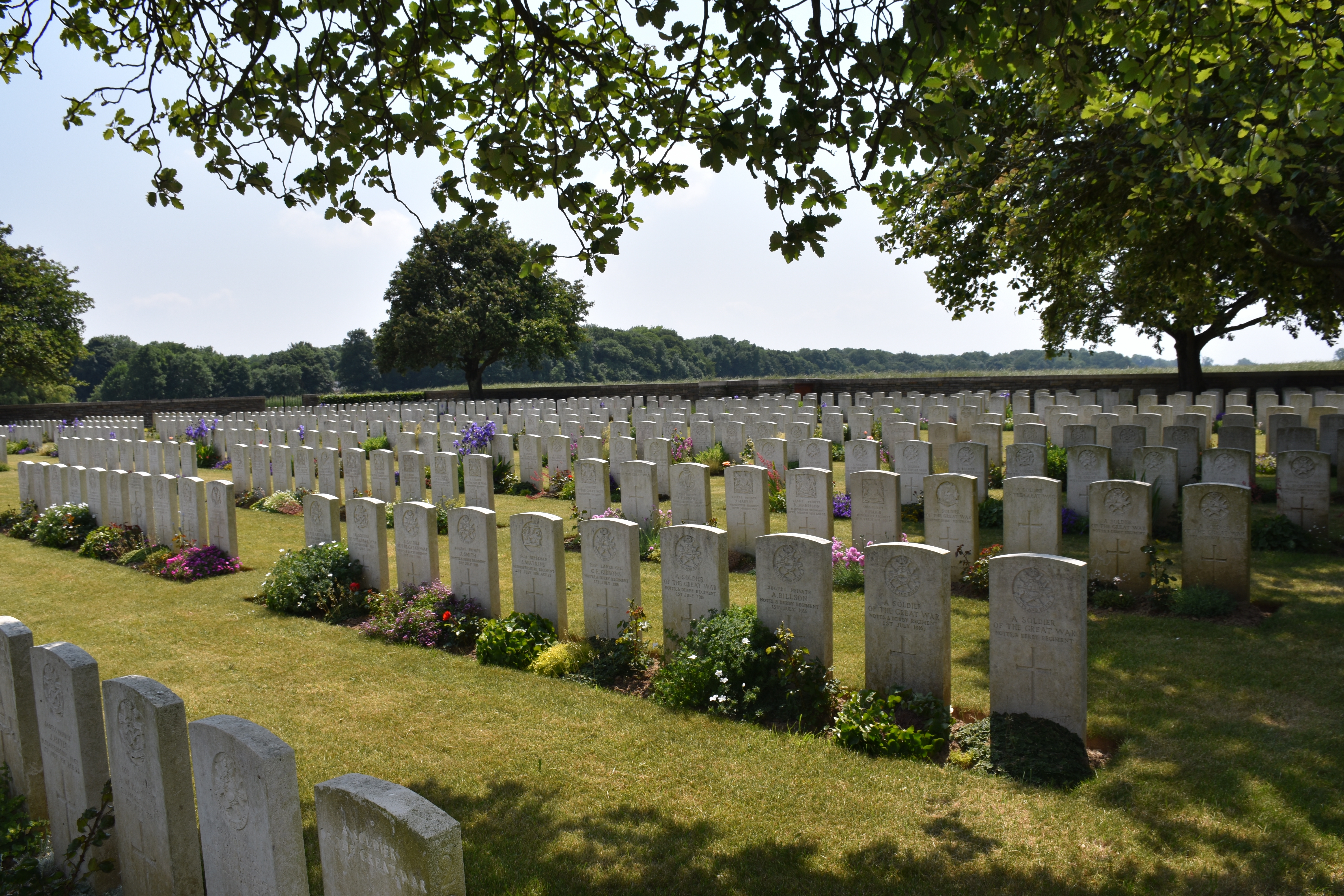
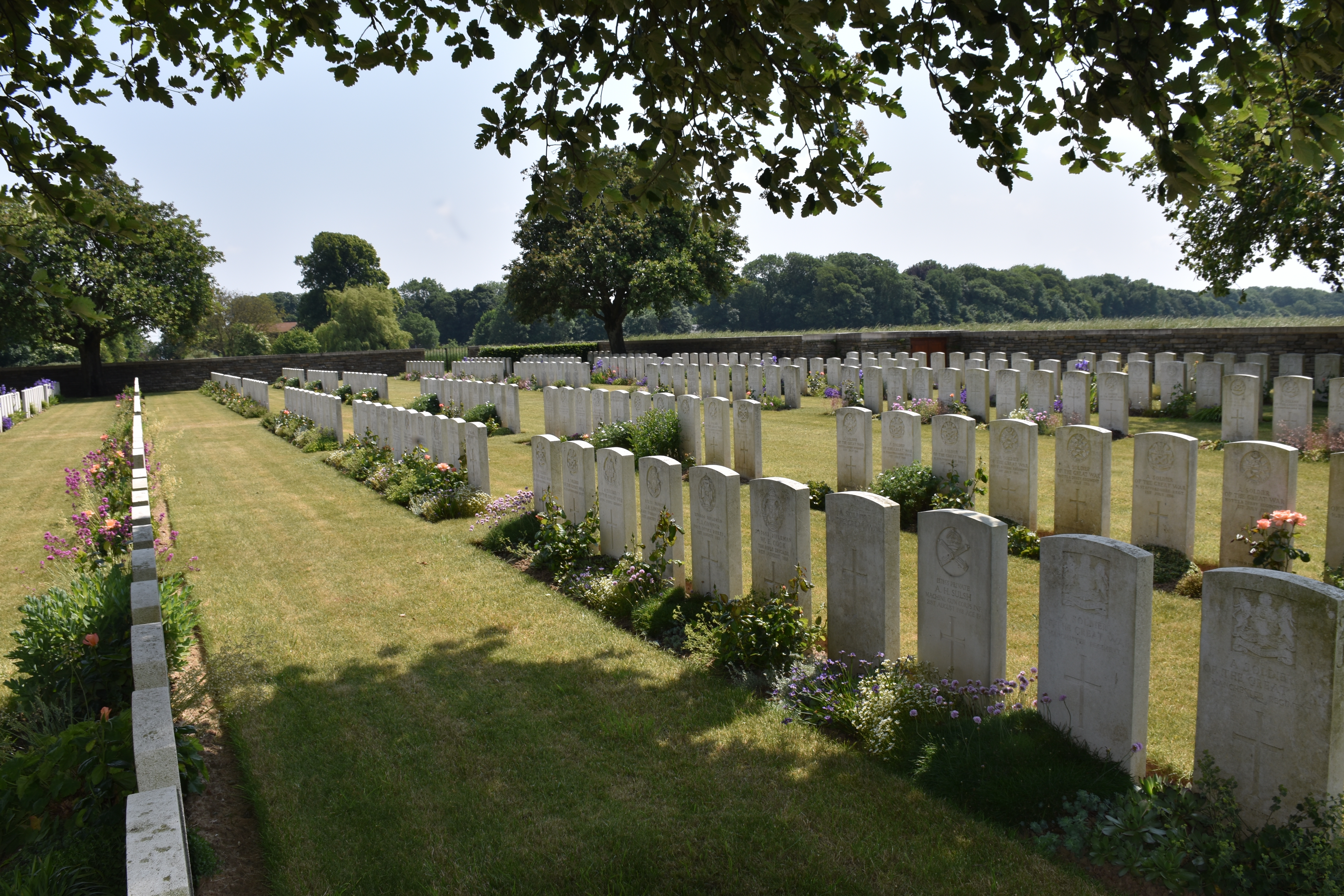
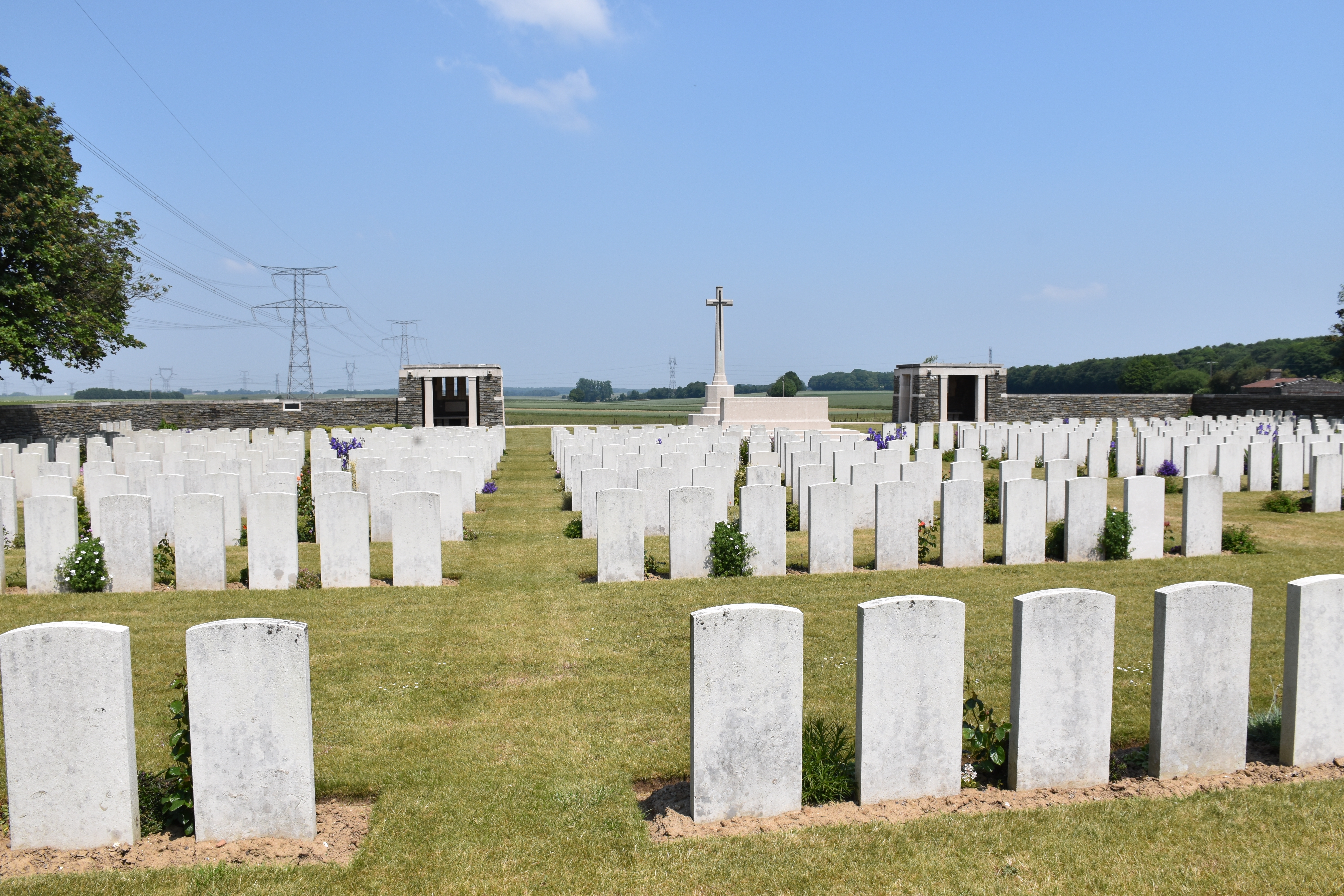
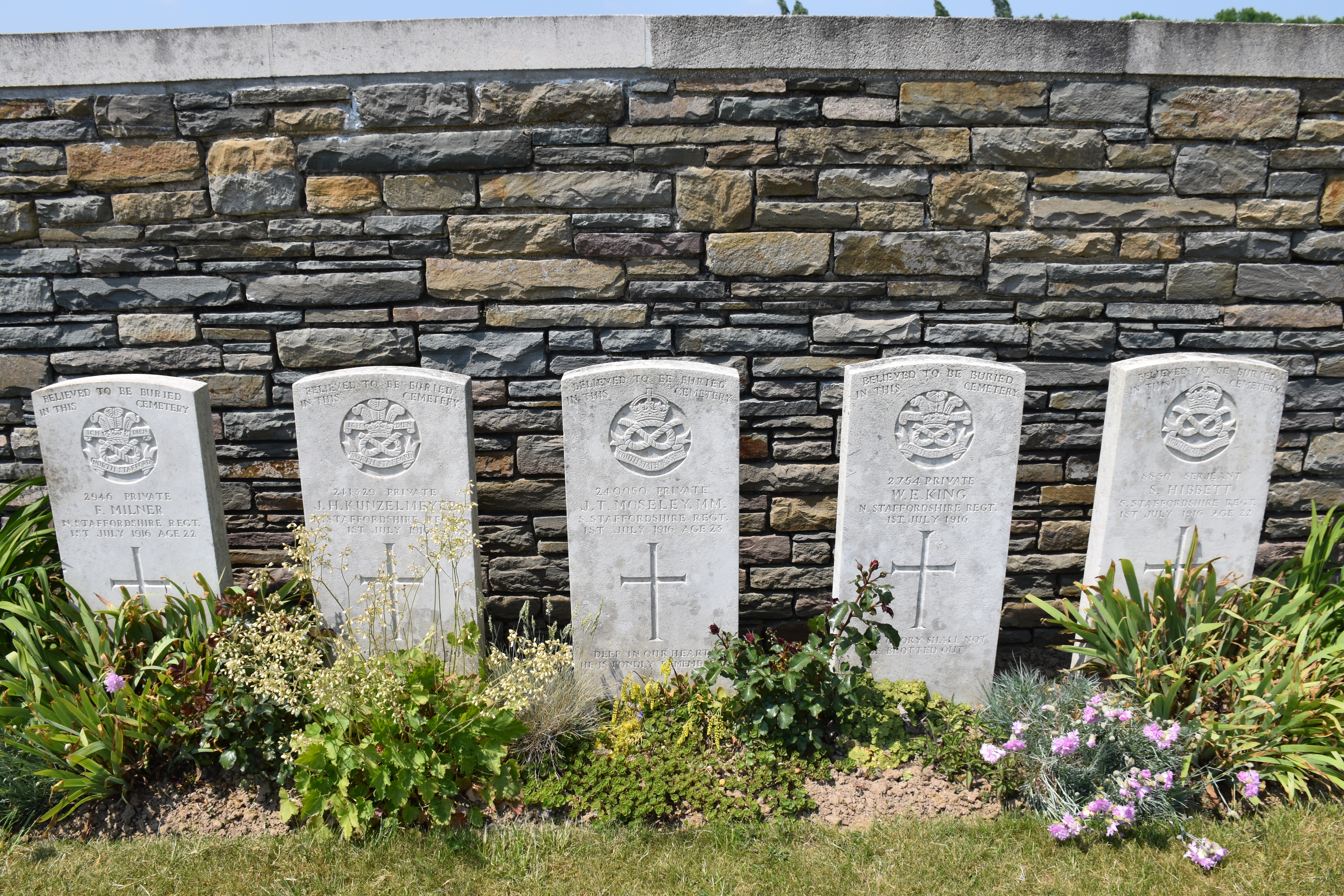

## Sépultures
| Pays             | Sépultures |
| ---------------- | ---------- |
| Royaume-Uni      | 691        |
| Nouvelle-Zélande | 56         |
| Australie        | 1          |
| Total            | 748        |

## Pour approfondir